# 侏儒的话
《侏儒的话》是日本作家芥川龙之介所創作的隨筆、语录及詩歌集。該作寫於大正13年（1923年）至昭和2年（1927年）。芥川在該作完成后就自鴆，因此該作成爲其遺作之一。《侏儒的話》曾在1923年1月至1925年11月的《文艺春秋社》上连载，最後兩篇文章是芥川死後才作爲遺稿發表。此書因對日本军的讽刺及批判，在1939年重新出版時被勒令整改。

## 概要
《侏儒的话》未必能表达我的思想。它只不过是使人不时得以观察我的思想变化罢了。与其说它是一根草，倒不如说是一茎藤蔓——而这茎藤蔓也许在长着几节蔓儿。

——《侏儒的話》序言，1923年1月
芥川龍之介借自稱“侏儒”的敘述者之口，從而向讀者闡釋了他内心深處的總體思想與概括；他在該作以格言體的形式，闡述作者本人對於人生觀、道德、美學與政治方面的思想脈絡。該作也是芥川晚年的著名作品，自1923年1月起每月都會在月刊《文艺春秋》上發表。他于該作的最後兩篇文章“辯護”“夜晚感想”并不是生前發表的，而是在1927年9月芥川死後才作爲遺作發佈于《文藝春秋》。《侏儒的話》也被認爲可能受到了美國短篇小説作家安布罗斯·比尔斯所作《魔鬼词典》之影响。芥川龍之介也在該作中首次向讀者介紹“啤酒”這一當時對日本人來説還算新奇的西洋飲料，他也因此被稱爲日本“啤酒”這一概念的引入者。

## 外部連結
- 『侏儒の言葉』：新字新仮名 - 青空文庫（日語）
- 『侏儒の言葉』：新字旧仮名 - 青空文庫（日語）
- 『「侏儒の言葉」の序』：旧字旧仮名 - 青空文庫（日語）